# Jaunutis
Jaunutis, död 1366, var en litauisk regent. Han var regerande storfurste av Litauen 1341–1345.